# Taça José Monteiro da Costa
A Taça José Monteiro da Costa foi uma competição de futebol entre clubes do Norte de Portugal e criada em homenagem a José Monteiro da Costa.

## Vencedores
| Época   | Vencedor  | Vencido   |
| ------- | --------- | --------- |
| 1910–11 | FC Porto  | Leixões   |
| 1911–12 | FC Porto  | Académica |
| 1912–13 | Académica | FC Porto  |
| 1913–14 | FC Porto  | Académica |
| 1914–15 | FC Porto  | Académico |
| 1915–16 | FC Porto  | Boavista  |

## Palmarés
| Clube     | Títulos | Vices |
| --------- | ------- | ----- |
| FC Porto  | 5       | 1     |
| Académica | 1       | 2     |
| Leixões   | 0       | 1     |
| Académico | 0       | 1     |
| Boavista  | 0       | 1     |